# Aspidosmia arnoldi
Aspidosmia arnoldi är en biart som först beskrevs av Brauns 1926.  Aspidosmia arnoldi ingår i släktet Aspidosmia och familjen buksamlarbin. Inga underarter finns listade i Catalogue of Life.